# Keith Mobel-Partizan/2014
Deze pagina geeft een overzicht van de Keith Mobel-Partizan-wielerploeg in 2014.
Dit was het eerste seizoen van de ploeg, na een fusie van Biciklistički Klub Partizan en Mobel Cycling Murcia. De ploeg wist in het seizoen geen UCI-overwinningen te behalen.

## Algemeen
Teammanager: Dusan Banovic
Ploegleiders: Ángel Alfaro, José Antonio Ortuño
Fietsen: Keith

## Renners
| Naam                    | Geboortedatum | Nationaliteit | Ploeg 2013           | Belangrijkste resultaat in 2014                                          |
| ----------------------- | ------------- | ------------- | -------------------- | ------------------------------------------------------------------------ |
| Nemanja Ambruš          | 17-02-1974    | Servië        | geen                 | Vijfde plaats op het Servisch kampioenschap tijdrijden voor eliterenners |
| Milos Bogdanovic        | 23-08-1995    | Servië        | Neo                  | Deelname aan Banja Luka-Belgrado                                         |
| Javier Chacón           | 29-07-1985    | Spanje        | geen                 | Deelname aan de Klasika Primavera                                        |
| Stefan Jovanovic        | 19-04-1995    | Servië        | Neo                  |                                                                          |
| Marcos Jurado (tot 8-5) | 02-02-1991    | Spanje        | geen                 | Deelname aan de Ronde van La Rioja                                       |
| Andreas Keuser          | 14-04-1974    | Duitsland     | Etcetera-Worldofbike | Deelname aan de Grote Prijs Miguel Indurain                              |
| Luka Kotur              | 27-01-1995    | Servië        | Neo                  | Vijfde plaats op het Servisch kampioenschap op de weg voor eliterenners  |
| Aleksandar Mitic        | 01-04-1995    | Servië        | Neo                  |                                                                          |
| Djordje Novkovic        | 11-11-1994    | Servië        | geen                 |                                                                          |
| Slavko Panic            | 22-08-1994    | Servië        | geen                 |                                                                          |
| Esteban Plaza           | 09-05-1986    | Spanje        | geen                 | Twaalfde plaats in de Circuito de Getxo                                  |
| Juan Carlos Ramírez     | 05-07-1991    | Spanje        | geen                 | Deelname aan de Ronde van La Rioja                                       |
| Manuel Sola             | 18-04-1992    | Spanje        | geen                 | Dertiende plaats in de Prueba Villafranca de Ordizia                     |
| Andrés Vigil            | 26-09-1988    | Spanje        | geen                 | 26e plaats in de Circuito de Getxo                                       |

2014 · 2015